# Jaroslav Volak
Jaroslav Volak (* 7. Juli 1915 in Wien; † unbekannt) war ein österreichischer Feldhandballspieler.

## Biografie
Volak gehörte bei den Olympischen Sommerspielen 1936 in Berlin der österreichischen Handballauswahl an, die im Feldhandball die Silbermedaille gewann.
Er absolvierte drei Spiele, unter anderem das Finale.